# Mylo d'Arcylle
Mylo d'Arcylle, född 24 februari 1874 i Saint-Denis, Réunion, död 5 juni 1950, var en fransk skådespelare.

## Filmografi (urval)
- 1910 – 1812
- 1911 – Une conspiration sous Henri III
- 1932 – Service de nuit

## Fotnoter
1. 1 2 3  födelseattest.[källa från Wikidata]
2. 1 2  dödsattest.[källa från Wikidata]